# Белелюбские
Белелюбские (писались также Белолюбские, Белелипские, Белолипские) — старинный русский дворянский род, восходящий к середине XVI века.
Со временем этот род распался на четыре самостоятельные ветви:
1. Белолюбские берут начало от Якова Львовича и Ивана Львовича Белолюбских, жалованными в 1658 году поместьями в Рязанском уезде. Герольдией Правительствующего Сената Белолюбские были внесены в VI часть дворянской родословной книги Пензенской губернии Российской империи[1].
2. Белолипские. Родоначальником этой ветви стал Еремей (Ермил) Симонович Белолипский, жалованный в 1617 году поместьями в Тульском уезде одноимённой губернии. Эта ветвь рода Белелюбских была вписана Герольдией Правительствующего Сената в VI часть дворянской родословной книги Воронежской губернии России[1].
3. Другая ветвь, также пишущаяся Белолипские, имеет более древнее происхождение, нежели предыдущая, ветвь той же фамилии. Она ведёт своё начало от Якуба (иначе Кубаса), у которого были три сына: Василий, Измаил и Симон, испомещенные в 1587 и в 1589 годах. Эта ветвь рода Белелюбских была вписана Герольдией Правительствующего Сената в VI часть дворянской родословной книги Тульской губернии Российской империи. Обе ветви Белолипских происходят от одного общего предка[1].
4. Белелюбские. Родоначальником этой ветви стал Тимофей Никифорович Белелюбский, жалованный в 1650 году поместьями в Старорязанском стане Рязанского уезда одноимённой губернии. Эта четвёртая ветвь рода Белелюбских была вписана Герольдией Правительствующего Сената в VI часть дворянских родословных книг Рязанской[2] и Орловской губерний Российской империи[1].

Существовал также род однодворцев Белолипских, происходивший от детей боярских.
При подаче документов в 1686 году, для внесения рода в Бархатную книгу, была предоставлена родословная роспись Белелюбских.

## Известные представители
- Белелюбский Воин — воевода в Усмани в 1659 г.
- Белелюбский Иван — воевода в Михайлове в 1659 г.
- Белолюбский Дементий Воинович — московский дворянин в 1692 г[4][5].
- Белелюбский, Николай Аполлонович (1845 — 1922) — известный российский инженер-мостостроитель.